# Pothos barberianus
Pothos barberianus är en kallaväxtart som beskrevs av Heinrich Wilhelm Schott. Pothos barberianus ingår i släktet Pothos och familjen kallaväxter. Inga underarter finns listade.